# Guedes de Miranda
Antônio Guedes de Miranda (Porto Calvo, 16 de maio de 1886 — Maceió, 1 de agosto de 1961) foi um político brasileiro.

## Biografia
Filho do major da Guarda Nacional, Manoel Jerônimo Guedes de Miranda e de Júlia Braga de Miranda, nasceu em Porto Calvo no dia 16 de maio de 1886.
Em 1900, então com 14 anos, transferiu-se para a capital do Estado, Maceió. Em 1906 ingressou no curso de direito da Faculdade do Recife e, ao concluí-lo em 1910, já era Deputado Estadual. Iniciando na política em 1909, foi eleito deputado estadual em três legislaturas e foi nomeado interventor federal no Estado de Alagoas e, posteriormente, vice-governador.
Em 1932 participou da fundação do Partido Economista de Alagoas, tornando-se membro de sua comissão diretora. Durante a Era Vargas, tomou parte nas intervenções federais em Alagoas como: secretário dos Negócios do Interior, Justiça, Educação e Segurança Pública e em 1943 como procurador-geral do Estado, tendo exercido ainda a presidência do Conselho Penitenciário. Foi Interventor Federal em Alagoas de 19 de dezembro de 1945 a 26 de março de 1947.
Em outubro de 1950 elegeu-se vice-governador, tendo sua candidatura lançada por uma coligação de nove partidos, entre os quais o Partido Social Democrático (PSD), cujo diretório regional chegou a presidir, e a União Democrática Nacional. Em outubro de 1954 candidatou-se ao Senado mas não se elegeu.
Foi também poeta, jornalista e professor. Teve participação importante na criação da Faculdade de Direito de Alagoas, tornando-se professor de Direito Penal e de Direito Romano, de Introdução à Ciência do Direito e de Filosofia do Direito e, mais tarde, ocupou o cargo de Diretor.
Tendo lecionado como professor secundário no Liceu Alagoano, tradicional colégio de Maceió, do qual foi também diretor, no qual assumiu as cadeiras de História e Matemática, lecionou também Educação Moral e Cívica e Matemática, na Escola Normal de Maceió
Foi um dos fundadores da Academia Alagoana de Letras, em 1 de novembro de 1919. A solenidade de instalação ocorreu em 17 de julho de 1920, no salão nobre do Teatro Deodoro. Guedes de Miranda foi o orador oficial da noite, tendo pronunciado o discurso de instalação da AAL: a Oração da Academia.
Foi o primeiro ocupante da "Cadeira 19", da qual se tornaria também patrono. Posteriormente, foi eleito seu terceiro presidente em 16 de novembro de 1927, tendo renunciado ao cargo no dia 19 de junho de 1931.
Foi também sócio do Instituto Histórico e Geográfico de Alagoas, patrono da "Cadeira 27" e membro do Instituto Histórico e Geográfico de Sergipe.

## Jornalismo
Guedes de Miranda foi também um jornalista militante. Esteve presente, nas páginas do Jornal do Commercio (de Alagoas), no primeiro Diário do Povo no qual colaborava, com o pseudônimo de "João Prata", no Jornal de Alagoas e no Diário de Alagoas. Foi membro honorário da Associação Alagoana de Imprensa.
Faleceu no dia 1º de agosto de 1961 em Maceió, Alagoas e foi sepultado no cemitério do Alto da Forca, em sua Terra Natal, Porto Calvo.     
Dele, disse o historiador Jaime de Altavila: "Jamais defendeu uma causa indigna; jamais esteve em conluio com os déspotas, pois o seu temperamento era o de um democrata que sempre ficava ao lado dos mais fracos e oprimidos, em consonância com as suas convicções".

## Obras
- MIRANDA, Guedes de. Oração ao Magistério Pela Formatura dos Normalistas de 1918, Maceió, 1919;
- MIRANDA, Guedes de. O Caso da Paulista em Maceió, Processo Crime. Autor: Alberto Lundgren, Réu José Fernandes, Maceió, Liv. Fonseca, 1920;
- MIRANDA, Guedes de. Oração de Demócrito, (discurso pronunciado na AAL em 26/10/1927, 30º dia de falecimento do Dr. Demócrito Brandão Gracindo) Maceió, Livraria Fonseca, 1927;
- MIRANDA, Guedes de. Velhos e Novos Rumos na Civilização Brasileira (Conferências Pronunciadas no Instituto da Ordem dos Advogados de Alagoas ), Maceió, Imprensa Oficial, 1933;
- MIRANDA, Guedes de. Oração do Direito, Discurso Pronunciado no Dia 16/9/1934, quando se Inaugurou o Prédio da Faculdade de Direito de Alagoas, Maceió, Casa Ramalho, 1935;
- MIRANDA, Guedes de. O Direito é mais Precioso Que a Paz. Aula Pronunciada na Faculdade de Direito de Alagoas Quando Iniciada as Aulas em 1942.
- MIRANDA, Guedes de. Oração da Sapiência, Maceió, Gráfica do Orfanato São Domingos, 1943;
- MIRANDA, Guedes de.  Alagoas no 1º Congresso Nacional do Ministério Público -Medidas de Segurança em Geral, Maceió, Departamento de Imprensa e Propaganda, 1944;
- MIRANDA, Guedes de. Minha Fé no Direito, Discurso Proferido na Sessão Solene do Encerramento do Congresso Jurídico dos Advogados do Brasil, no Palácio Tiradentes dia 7.09.1943, Maceió, Imprensa Oficial, 1945;
- MIRANDA, Guedes de. O Elogio do Gênio e Outros Discursos, Maceió, DEC, 1946;
- MIRANDA, Guedes de. Exaltação à Terra e sua Gente. Imprensa Oficial,Maceió, 1957;
- MIRANDA, Guedes de. Holandeses em Porto Calvo. Maceió, 1961, DEC, Série Estudos Alagoanos, Cad. n. 1;
- MIRANDA, Guedes de. Antes que Desça a Noite. Imprensa Oficial, Maceió,1962;
- MIRANDA, Guedes de. Eu e o Tempo. Imprensa Oficial, Maceió, 1967;